# District de Rusizi
Le district de Rusizi est l'un des sept districts (akarere) de la Province de l'Ouest du Rwanda. Il est frontalier avec le Burundi au sud et la République démocratique du Congo à l’ouest.  
Sa population s'élève à 400 859 habitants, au recensement de 2012.  
La capitale du district est Cyangugu, ville principale du sud-ouest rwandais. Le district comprend de grandes parties de l'ancienne province de Cyangugu.  
Le district se compose de dix-huit secteurs (imirenge) : Bugarama, Butare, Bweyeye, Gikundamvura, Gashonga, Giheke, Gihundwe, Gitambi, Kamembe, Muganza, Mururu, Nkanka, Nkombo, Nkungu, Nyakabuye, Nyakarenzo, Nzahaha, Rwimbogo.

## Géographie et tourisme
Le district se situe à l'extrémité sud du lac Kivu, lequel se déverse dans la rivière Rusizi qui donne son nom au district. Cyangugu est l’un des trois principaux ports lacustres rwandais du lac Kivu (avec Kibuye et Gisenyi) et est contiguë à la ville congolaise beaucoup plus grande de Bukavu. Le district comprend également la moitié ouest de la forêt de Nyungwe, une destination touristique populaire, l'une des dernières zones forestières du Rwanda et abritant des chimpanzés et de nombreuses autres espèces de primates.

## Crédit d'auteurs
- (en) Cet article est partiellement ou en totalité issu de l’article de Wikipédia en anglais intitulé « Rusizi District » (voir la liste des auteurs).